# Kurdomania
Albums de Issa Hassan
La cinquième saison
Kurdomania est un album d'Issa paru en 2008.

## Liste des titres
| No  | Titre | Durée |
| --- | --- | ----- |
| 1.  | Nofa |       |
| 2.  | Dilo Ez Bimrim - Hine Binin - Ez Xelef Im - Ciyayen Me - Zembilfiros                                     |       |
| 3.  | Cizire                                                                                                   |       |
| 4.  | Nare |       |
| 5.  | Bejna Te - Serin U Sawze - Adlaye                                                                        |       |
| 6.  | Sukraye - Bagiye - Befrim - Gula Min - Ez Ya Te Me - Kocere - Delilo                                     |       |
| 7.  | Lorke - Eman Eman Kocere - Xim Xime Berivane - Xirfani - Dilane U - Esmer - Gulbuhare - Kezi Zer - Xifsê |       |
| 8.  | Coxe Mino                                                                                                |       |
| 9.  | Zeynebe - Delal                                                                                          |       |
| 10. | Nofa (Remix)                                                                                             |       |